# Glaner Braut
De Glaner Braut is een verzameling van vier megalithische bouwwerken uit het neolithicum. De bouwwerken worden toegeschreven aan de Trechterbekercultuur en worden aangeduid met Sprockhoff-nummers 948–951.
De bouwwerken liggen dicht bij Wildeshausen en werden gebouwd tussen 3500 en 2800 v.Chr. Ze liggen op de Glaner Heide aan de linkeroever van de rivier de Hunte bij de buurtschap Glane. Het is onderdeel van de Straße der Megalithkultur.

## Kenmerken
De Glaner Braut I is ongeveer 50 meter lang en trapeziumvormig. De breedte is 6 tot 8 meter en hiermee is het het grootste bouwwerk van de verzameling. De zwaar beschadigde kamer is ongeveer 2 meter breed. Er zijn slechts zes draagstenen bewaard gebleven van deze kamer, omringd door kransstenen.  
De Glaner Braut II ligt in een rechte hoek naast bouwwerk I. Het is 30 meter lang en 5 meter breed. 
Van de Glaner Braut III is slechts de kamer van 6 bij 2 meter bewaard gebleven.
Van de Glaner Braut IV zijn alleen de overblijfselen van de grafkamer te zien. Een sluitsteen bevindt zich op ongeveer 14 meter afstand.
Op 2 april 1934 werden de bouwwerken beschermd via het Denkmalschutz. Vanaf 1939 werd natuurbescherming ingesteld voor het gehele heidegebied. 

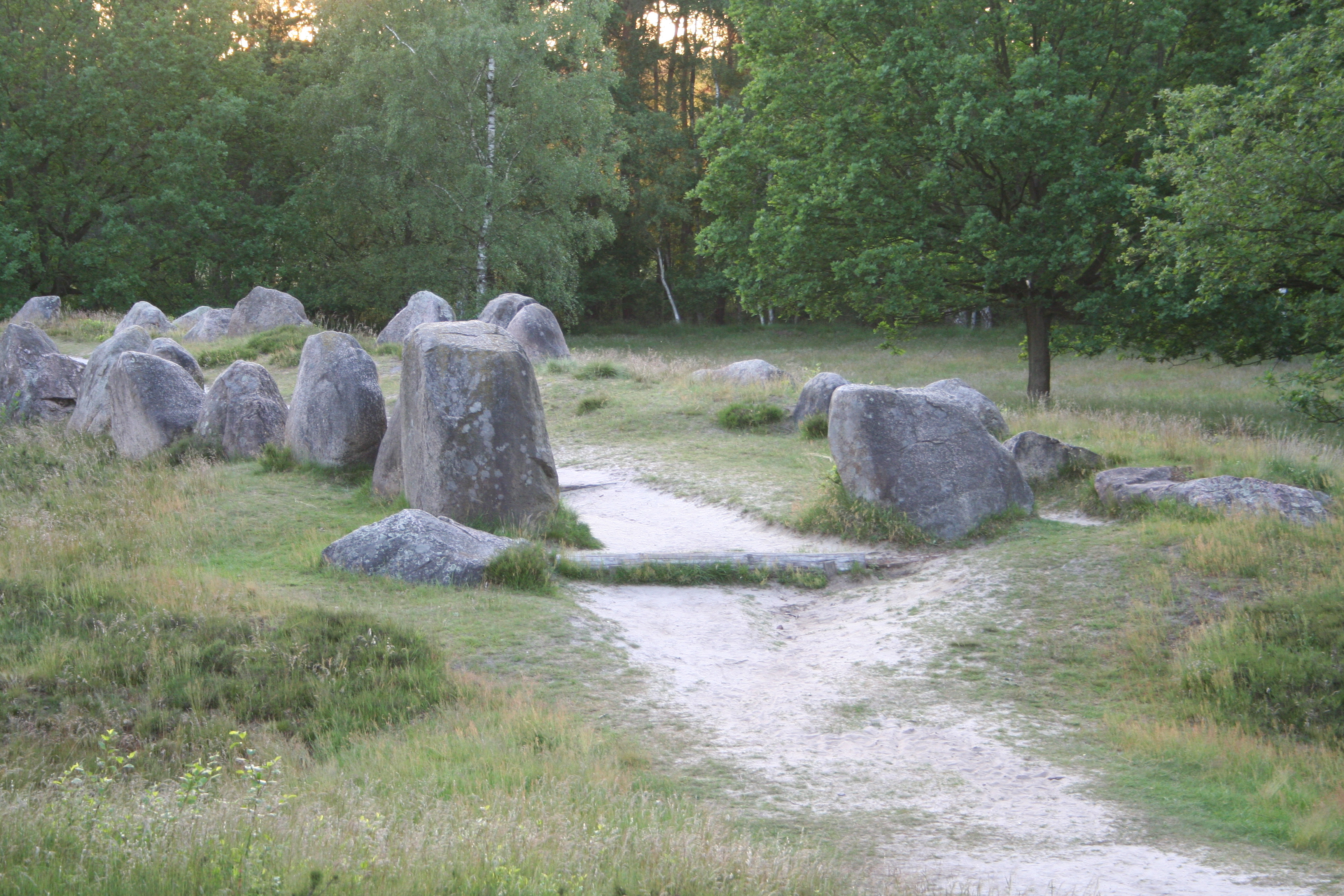
Großsteingrab Glaner Braut 1
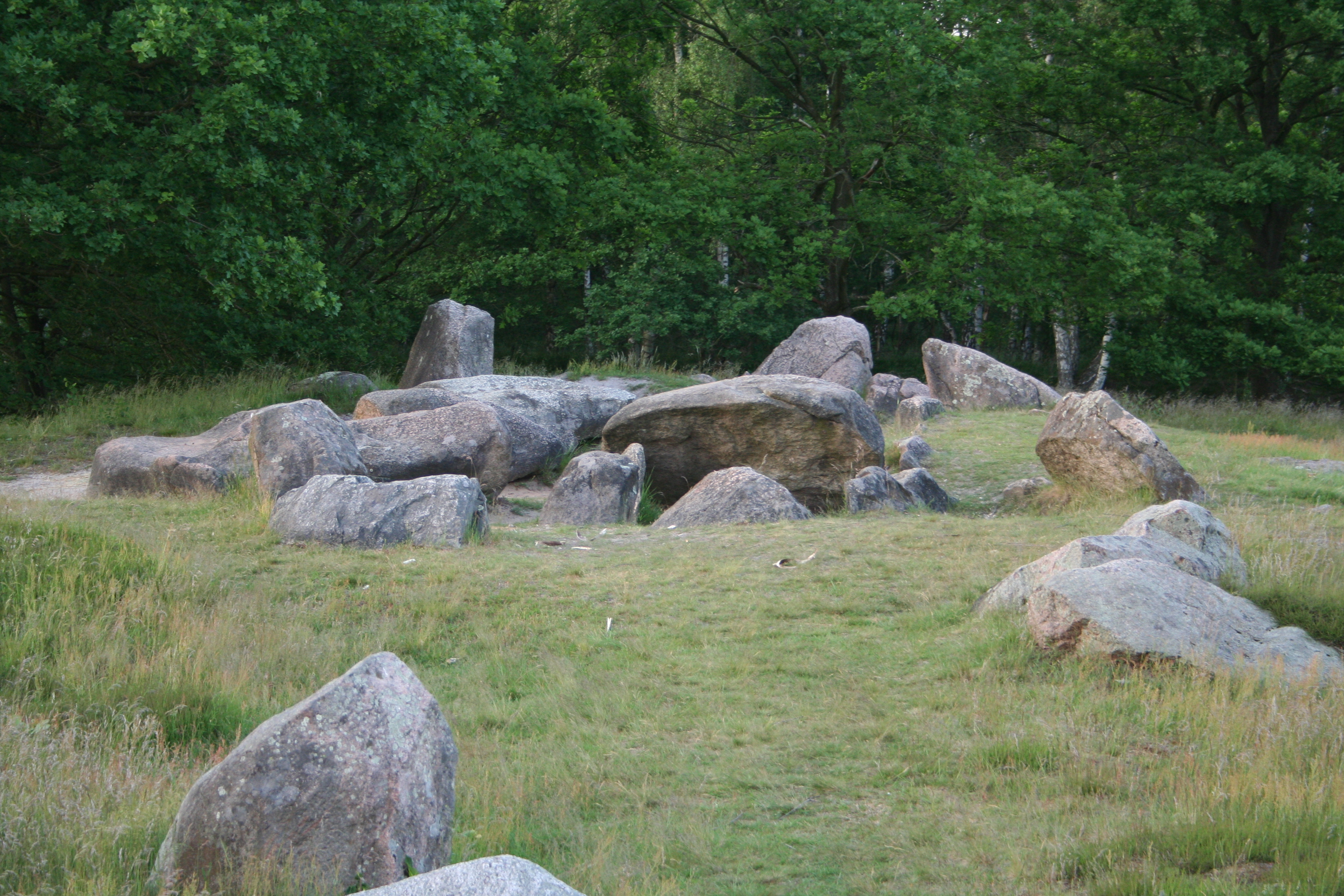
Glaner Braut 2
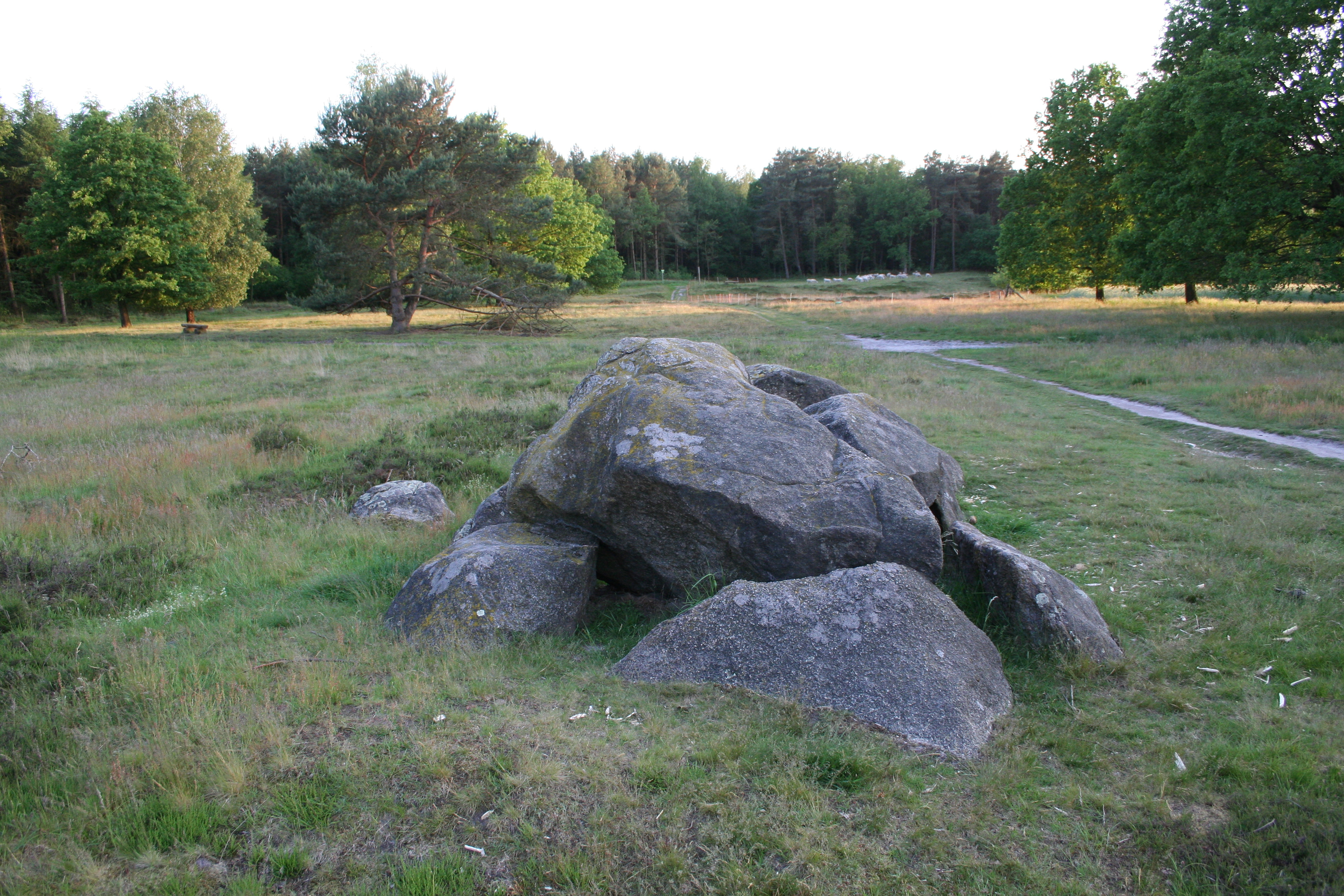
Glaner Braut 3
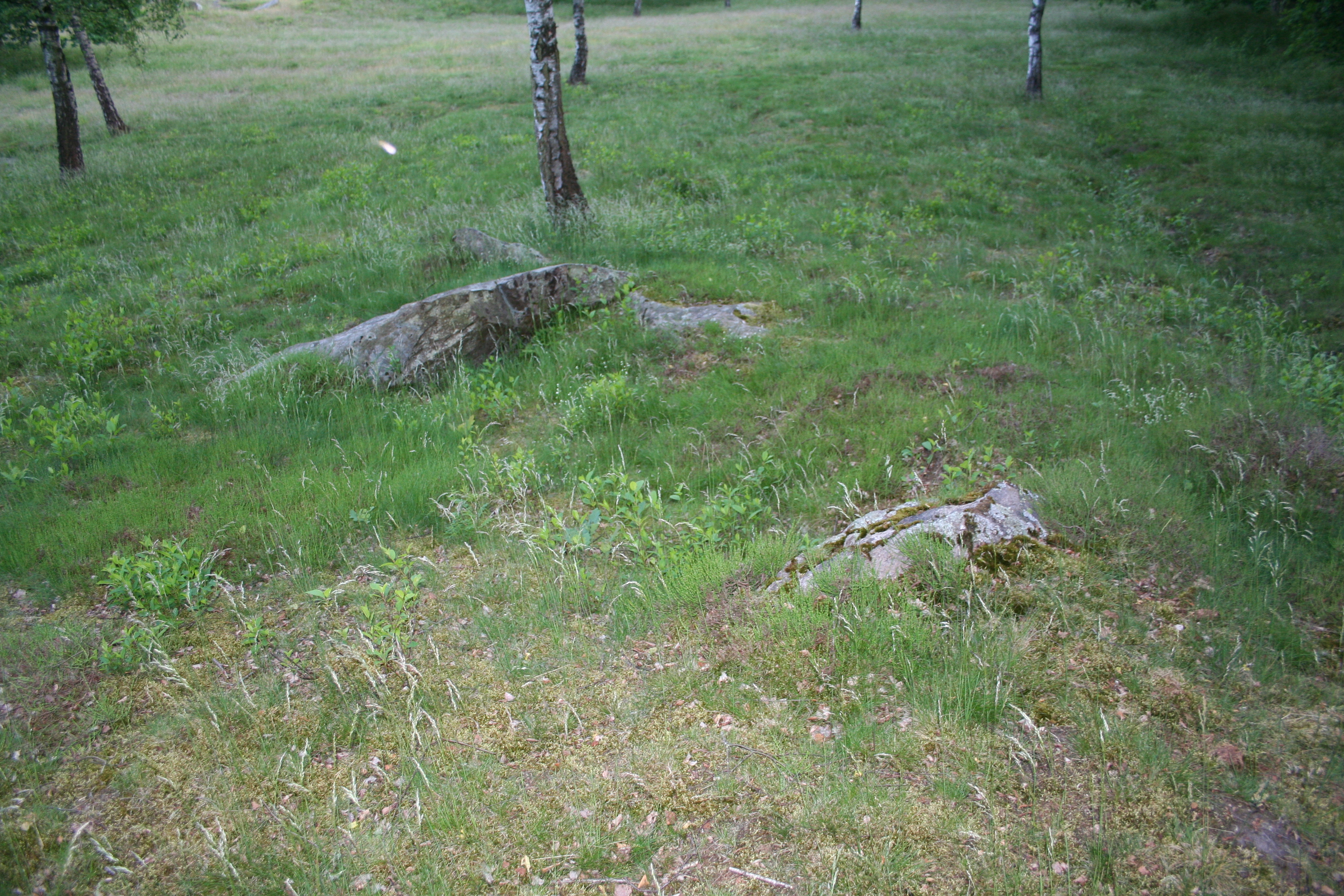
Glaner Braut 4

## Verhalen
Er wordt verteld dat rijke mensen van de Glane-stam op het terrein van de "Glaner Braut" leefden. In graf I, de grootste van de vier bouwwerken van de "Glaner Braut", woonde prins Glanos. De kleinere graven zouden als hutten van het volk hebben gediend.
Vooral kinderen en adolescenten, die in het nabijgelegen Schullandheim zijn gehuisvest, krijgen te horen dat graf I ooit de stichting was van een enorme tempel van prins Glanos. In de tempel brandde een vlam die nooit had mogen uitgaan. Toen Amelhusen de goden lasterde en het vuur in de tempel vernietigde, zei de prins van Glanos: "Vervloekt zij dit dorp totdat de jongste en mooiste uit verre Hammaburg komt en het rijk verlost. Ze zullen vuurstenen brengen en een nieuwe vlam aansteken.

## Bijzettingen
In de vorige eeuw werden bijzettingen (urnen) uit de late bronstijd en vroege ijzertijd aangetroffen tussen de buitenste stenen en de grafkamer van Glaner Braut II. In 2011 werd nogmaals een urn aangetroffen in de zandgrond, deze werd gedateerd op de late ijzertijd. Er zijn in totaal 6 urnen aangetroffen in het gebied.
In de urn die in 2011 werd aangetroffen ging het (waarschijnlijk) om een man van 54 tot 60 jaar, de urn stond in een nauwe put van ongeveer 50 bij 40 cm. De put bevond zich tussen het noordelijke uiteinde van de grafkamer en de omringende stenen. De urn behoort tot een groep die in Noordwest-Duitsland bekend staat als een terrine; een stevig en recht, drieledig vaartuig met een gebogen schouder- en een kegelhals. Een kraalhandvat is bevestigd aan de nek en schouder. Het vat was gedateerd in vergelijking met de overgang van periode V naar IV. De dode persoon leed tijdens zijn leven onder een licht ontstoken tandholte van een achterste kies. Op enkele wervels werd spondylosis aangetroffen. Hij was ongeveer 1,62 (± 3,3 cm) meter lang.
In 1960 werd voor het eerst een urn aangetroffen, maar de details zijn niet bekend. De urn bevond zich aan de noordelijke smalle kant van de kamer. De urn werd toegeschreven aan Periode V. De aangetroffen asresten wijzen op een persoon (waarschijnlijk een man) van 47 tot 54 jaar oud. Op bijna alle wervels werd spondylosis aangetroffen. Overblijfselen van de kaak duiden op parodontitis. Waarschijnlijk heeft de persoon geleden onder goed- of kwaadaardige bottumoren.
Op 11 juni 1975 vond een scholier een urn. Deze werd aan het Focke-Museum (het Bremer Landesmuseum für Kunst und Kulturgeschichte) gegeven. Van daar werd het aan het Oldenburger Museum geschonken. Er waren te weinig resten om antropologisch onderzoek te verrichten. 
Op 19 mei 1976 werden tijdens een excursie van de Westfaalse Wilhelms-Universiteit onder leiding van Dr. P. Glüsing resten van een urn en asresten gevonden bij een kranssteen. Er waren slechts zeven scherven aangetroffen, deze werden geduid op Periode V/VI. In het bereik van de looppaden door de bouwwerken werden nog twee urnen aangetroffen. Op 23 juni werden deze opgegraven, het ging om de overblijfselen van kinderen in de leeftijd van 6 tot 12 jaar en in de leeftijd van 3 tot 4 jaar. De resten tonen aan dat er sprake was van diarree of honger.